# 東吁
東吁（羅馬化：taung ngu mrui），也译同古、东瓜，古称洞吾，位于缅甸南部，是缅甸勃固省東吁縣管辖之下的一个城鎮。距离仰光220公里，位于勃固省的最东北，东面至西面皆被群山环绕。
这里最主要的产业是林业产品，包括取自山上的柚木和其他硬木。
東吁在1510年至1539年期间是缅甸東吁王朝的首都。
第二次世界大战期间，中国远征军曾在此与日军爆发同古战役。